# No Man's Land (obra de teatro)

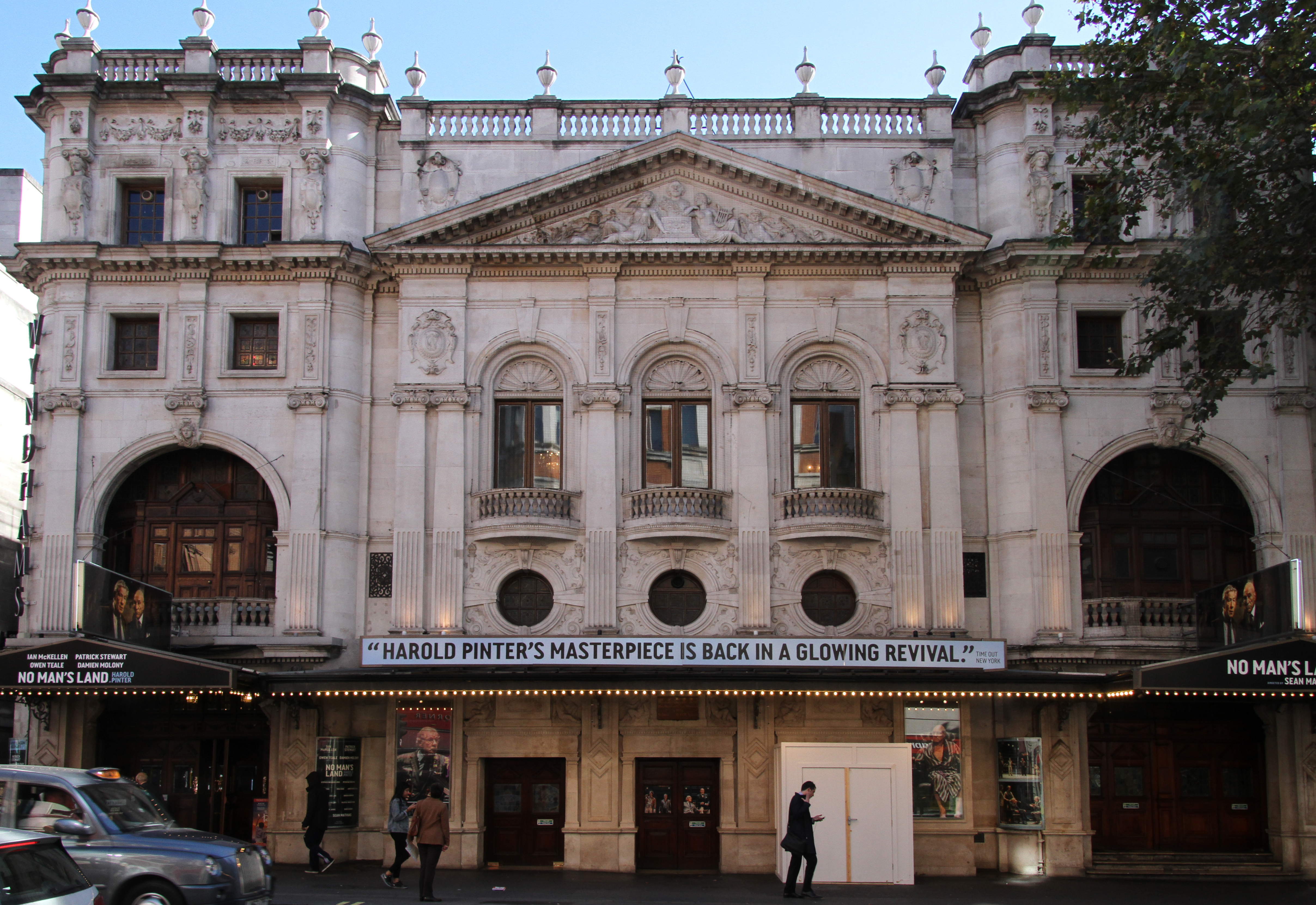
No Man's Land

No Man's Land, traducido al español como Tierra de nadie, es una obra de teatro del dramaturgo británico Harold Pinter, escrita en 1974 y publicada y estrenada un año más tarde.

## Argumento
Hirst es un escritor alcoholizado de clase alta que vive en una gran mansión, supuestamente en Hampstead, con Foster y Briggs, quienes son su secretario y su mayordomo, respectivamente. Spooner, un fracasado, a quien Hirst ha conocido en un pub de Hampstead y al que ha invitado a tomar una copa en casa, se convierte en huésped de Hirst durante una noche; dice haber conocido a Hirst en la universidad, en un relato plagado de fantasías, y haber compartido con él amistades y relaciones tanto femeninas como masculinas. Spooner se rinde finalmente a la evidencia de que Hirst se ha retirado a la "tierra de nadie", ajeno al mundo, tanto desde el punto de vista espacial como temporal, conservando como única compañía sus propios recuerdos.

## Personajes
- Hirst, un hombre de sesenta y tantos años
- Spooner, un hombre de sesenta y tantos años
- Foster, un hombre de treinta y tantos años
- Briggs, un hombre de cuarenta y tantos años[2]

## Representaciones destacadas
- Old Vic Theatre, Londres, 24 de abril de 1975. Estreno mundial.[3]
  - Dirección: Peter Hall.
  - Intérpretes: Ralph Richardson (Hirst), John Gielgud (Spooner), Michael Feast (Foster), Terence Rigby (Briggs).

El mismo elenco estrenó la obra en el Longacre Theatre, de Broadway el 9 de noviembre de 1976.
- Teatro Metastasio, Prato, 1976. Versión en italiano, con el título de Terra di nessuno.
  - Dirección: Giorgio De Lullo.
  - Intérpretes: Giorgio De Lullo, Romolo Valli.

- Théâtre National Populaire, París, 1979.
  - Dirección: Roger Planchon.
  - Intérpretes: Guy Tréjan (Hirst), Michel Bouquet (Spooner), André Marcon (Foster), Jean Bouise (Briggs).

- Criterion Center Stage Right, Broadway, Nueva York, 1994.
  - Dirección:David Jones.
  - Intérpretes: Jason Robards (Hirst), Christopher Plummer (Spooner), Tom Wood (Foster), John Seitz (Briggs).

- Almeida Theatre, Londres, 1995.
  - Dirección: David Leveaux.
  - Intérpretes: Harold Pinter (Hirst), Paul Eddington (Spooner), Douglas Hodge  (Foster), Gawn Grainger (Briggs).

- National Theatre, Londres, 2001.
  - Dirección: Harold Pinter
  - Intérpretes: Corin Redgrave (Hirst), John Wood (Spooner), Danny Dyer (Foster), Andy de la Tour (Briggs).

- Gate Theatre, Dublín, 2008.
  - Dirección: Rupert Goold
  - Intérpretes: Michael Gambon (Hirst), David Bradley (Spooner), David Walliams (Foster), Nick Dunning (Briggs).

- Berkeley Repertory Theatre, Berkeley (California), 2013.
  - Dirección: Sean Mathias.
  - Intérpretes: Ian McKellen (Spooner) , Patrick Stewart (Hirst), Billy Crudup (Foster), Shuler Hensley (Briggs).

- Naves del Español, Madrid, 2014.[5]
  - Dirección: Xavier Albertí.
  - Intérpretes: José María Pou, Lluís Homar, David Selvas, Ramón Pujol.